# Hansa (entreprise)
Pour les articles homonymes, voir Hansa.
La société Hansa Armaturen GmbH, dont le siège social se situe à Stuttgart en Allemagne, est un fabricant de robinetterie pour la salle de bains et la cuisine. La société appartient à la société de capital investment IK Investment Partners.
Le groupe Hansa compte plus que 1.000 salariés dans le monde entier. Au siège principal à Stuttgart sont situés l'administration et le centre de recherche et développement. La production, quant à elle, se trouve à Burglengenfeld en Allemagne et à Unterkulm en Suisse. Il existe aujourd'hui 12 représentations internationales.

## Histoire
Créée en 1911 par Karl Göhring, la société Hansa Armaturen GmbH est à ses débuts une société d'estampage et de poinçonnage. Ce n'est qu'en 1950 que débute son activité dans le sanitaire. Elle se démarque immédiatement par sa capacité d'innovation et par la qualité de ses produits, et devient rapidement un partenaire privilégié des artisans. La société a notamment été la première en Europe à présenter un mitigeur monocommande. 
Hansa est depuis lors une société familiale reprise de père en fils, forte de ses traditions, et est devenue un partenaire fiable du commerce. La marque a fêté en 2011 ses 100 ans et possède aujourd'hui des filiales dans près de 70 pays.

## Collections
La marque Hansa se situe dans le segment haut de gamme de la robinetterie sanitaire. De ce fait, les créations de Hansa ont donné lieu à plusieurs collaborations avec des artistes et designers de renom, et ce notamment depuis le début des années 2000. Ainsi, les collections Hansamurano, Hansacanyon et Hansalatrava ont été designées avec l'aide de grands artisans tels que Bruno Sacco, Michael Lammel ou encore Bertrand Illert, apportant une véritable valeur ajoutée et un caractère unique aux produits Hansa . 